# Симони, Джильберто
Джильбе́рто Симо́ни (итал. Gilberto Simoni; род. 25 августа 1971, Джово) — итальянский профессиональный шоссейный велогонщик. Двукратный победитель Джиро д’Италия.

## Биография
Джильберто родился в 1971 году в Джово (провинция Тренто) в семье каменщиков. До 13 лет Симони велоспортом не занимался, но в 1984 году, после победы на Джиро Франческо Мозера юный итальянец решил стать велогонщиком и спустя ещё год стал выступать за местную детскую команду La Montecorona.
Первую победу Симони одержал в 1987 году, а далее его успехи шли по нарастающей — 4 победы в 1988 году, девять — в 1989. Вершиной юниорской карьеры Джибо стали победы на детской Джиро и на чемпионате Италии в 1993 году. После этих успехов Симони подписывает контракт с командой Jolly Componibili и становится профессиональным велогонщиком.

### Первые профессиональные годы
Первые годы среди профессионалов не принесли Симони особых успехов. В команде MG Maglificio под руководством «железного сержанта» Джанкарло Ферретти Джильберто одержал свою первую профессиональную победу на гонках высокого уровня, выиграв тяжелый горный этап Джиро дель Трентино. Однако в 1998 году удача вновь отвернулась от итальянца и он принял решение завершить карьеру, став работать механиком в магазине, принадлежавшем Франческо Мозеру.
Однако в 1999 году он вернулся в большой велоспорт и в составе команды Ballan смог подняться на третью строчку в общем зачете Джиро д’Италия, уступив только Ивану Готти и своему будущему принципиальному сопернику Паоло Савольделли, уступив последнему всего лишь одну секунду. Ещё одной важной победой стал выигрыш горного этапа на Туре Швейцарии.
В 2000 году Джильберто ещё раз меняет команду, перейдя в Lampre-Daikin, в которой имел гораздо больше шансов на победу в Джиро. В этом году Симони одержал свою первую победу на Джиро, выиграв этап до Бормио, а в итоговом зачете вновь стал третьим. Талант блестящего горняка проявился в том же году на 16 этапе Вуэльты, когда Джибо покорилась легендарная Англиру.

### Первая победа на Джиро
В 2001 году Джильберто был главным фаворитом перед стартом Джиро. Главным соперником Симони в этом году стал Дарио Фриго, захвативший лидерство на начальных этапах гонки. На 13 этапе Джибо смог перехватить у Фриго Розовую майку, однако имел над ним символическое преимущество всего в 15 секунд. На 18-м этапе разразился скандал — ночью, полиция провела обыски с целью обнаружения допинговых препаратов: гонщики протестуют против ночного рейда и отказываются ехать этап. Фриго, в чьей комнате были обнаружены запрещенные вещества, снят командой с гонки. После схода главного соперника Джильберто выигрывает последний горных этап и впервые в карьере выигрывает Джиро д’Италия, опередив ближайшего соперника — испанца Олано на 7 с половиной минут. В честь победы своего земляка жители родного Джово выкрасили главную колокольню города в розовый цвет.
К победе на Джиро Симони добавил ещё одну победу на горном этапе Вуэльты до Alto de Abantos.

### Допинговый скандал
В 2002 году Симони собирался повторить свой успех на Джиро, а также попробовать свои силы на Тур де Франс.
Однако в разгар Джиро в организме Симони были обнаружены следы кокаина. Симони и его команда Saeco объяснили положительную реакцию на кокаин тем, что Симони посещал дантиста, а в состав некоторых обезболивающих кокаин может входить в малых дозах. Симони получил право продолжать гонку и выиграл длинный 11-й этап, но после него попал на допрос в полицию, а команда вынуждена была снять Джильберто с гонки.
Месяц спустя обстоятельства появления запрещенных веществ в организме итальянца были прояснены. Вечером, как раз перед антидопинговым контролем, Симони был на ужине в гостях у тёти его жены и выпил травяной чай, который она привезла из Лимы, столицы Перу, куда ездила как паломник. В настое и содержались листья коки.
Джильберто был полностью оправдан, однако на Тур де Франс он выступить уже не смог.

### Вторая победа на Джиро
В 2003 году Симони приехал на Джиро с целью взять реванш за испорченную в прошлом году гонку. Главным соперником Джильберто стал соотечественник Стефано Гарцелли. На 10-м этапе от Монтекатини Терме до Фаэнцы с помощью неожиданной атаки на Monte Casale Джильберто перехватил розовую майку. Спустя 2 дня он становится первым в истории Джиро покорителем легендарной вершины Дзонколан, после чего выигрывает этап до Alpe di Pampeago. Четвертую победой на этой Джиро Симони добыл на 19 атапе, блестяще контратаковав легендарного Марко Пантани. Итоговое преимущество Джибо над своими соперниками составило чуть более семи минут. Симони стал двукратным покорителем гонки, дав журналистам повод пошутить, переименовав Джиро д’Италия в ДжиБо Италия.
На Туре де Франс Джильберто выступил неудачно из-за простуды, полученной им ещё на первой неделе. Но он не сдался, а упорно искал удачные отрывы, и это сработало на 14 пиренейском этапе до Loudenvielle. Таким образом Джильберто смог выиграть этапы на трёх крупнейших многодневных гонках.

### Закат карьеры
В 2004 году Симони намеревался повторить прошлогодний успех, но его товарищ по команде Дамьяно Кунего нарушил планы Джильберто, атаковав своего капитана и неожиданно выиграв гонку в общем зачёте. Сам Джибо стал только третьим, проиграв ещё и украинцу Сергею Гончару.
В 2005 году на пути Симони к третьему титулу на Джиро стал Паоло Савольделли, сумевший удержать своё преимущество несмотря на отчаянную горную атаку Джибо на предпоследнем этапе до Сестриере. По итогам гонки Симони стал вторым, уступив Савольделли всего лишь 28 секунд.
В 2006 году Джильберто вновь стал третьим, хотя на наиболее трудных этапах только он мог составить конкуренцию блиставшему Ивану Бассо. Этот подиум стал последним в карьере Джильберто.
В 2007 Симони второй раз в своей жизни покорил Дзонколан. Но на подиуме Джиро уже не появился, оставшись четвёртым.
На Джиро 2008 карьера Симони продолжилась уже в новой команде Serramenti PVC Diquigiovanni-Androni Giocattoli, где он является единоличным капитаном. Но вот показать себя в полную силу ему не удалось. Он всё время находился в тени, хорошо проехав лишь на разделке до План де Коронес, где был третьим, проиграв всего несколько секунд Контадору и Рикко. 19-й горный этап оказался для Джибо кризисным днём, он много потерял на Presolana, оставшись лишь десятым в генеральной классификации.
2009 год окончательно показал, что времена Симони позади — победившему Денису Меньшову Джильберто проиграл 46 минут. Но несмотря на это он принял решение выступить на своей пятнадцатой Джиро в 2010 году. Особых успехов в своей последней гонке Симони не снискал, однако чуть было не выиграл приз гонщику, покорившему самую высокую вершину маршрута — на Пасса Гавия он стал вторым, уступив несколько метров швейцарцу Йоханну Чоппу. На финальную гонку в Вероне Джильберто вышел в розовом галстуке, а сразу после завершения очередной Джиро заявил о завершении своей долгой карьеры.

## Личная жизнь
Джильберто твёрдо заявил, что не женится, пока не выиграет Джиро хотя бы один раз. Своё слово итальянец сдержал, женившись на племяннице Франческо Мозера Арианне сразу после победы 2001 года.
Трое детей: старшая дочь София родилась в 2003, именно ей он посвятил свою вторую победу на Джиро. Ещё есть сын Энрико и младшая дочь Кларисса.